# Sergiusz (Kryłow-Płatonow)
Sergiusz, imię świeckie Stefan Gieorgijewicz Kryłow-Płatonow (ur. 1768 w Dmitrowie, zm. 6 sierpnia?/18 sierpnia 1824) – rosyjski biskup prawosławny.

## Życiorys
Absolwent seminarium duchownego w Twerze, w którym był następnie wykładowcą. 9 lutego 1801 złożył wieczyste śluby mnisze, po czym został wyświęcony na hierodiakona, zaś w 1802 na hieromnicha. Od 1804 przebywał w monastyrze Dońskim w Moskwie i pracował jako prefekt Słowiańsko-Grecko-Łacińskiej Akademii. Od 1807 kierował ponadto monasterem w Możajsku.
Od 1808 do 1810 był rektorem Moskiewskiej Akademii Duchownej i przełożonym Monasteru Zaikonospasskiego, zaś przez kolejny rok – rektorem Petersburskiej Akademii Duchownej i przełożonym monasteru św. Jerzego w Nowogrodzie. W latach 1811–1812 kierował jako przełożony Monasterem Nowospasskim. 17 marca 1812 miała miejsce jego chirotonia na biskupa kostromskiego i galickiego. W 1817 przeniesiony na katedrę riazańską i zarajską, którą kierował do swojej śmierci w 1824. Wcześniej, w 1819, otrzymał godność arcybiskupa.